# PBO & Caroline Shaw
PBO & Caroline Shaw je CD amerického orchestru Philharmonia Baroque Orchestra z roku 2020, na kterém jsou nahrány skladby skladatelky Caroline Shaw Is a Rose (2016–2019) a The Listeners (2019).

## Is a Rose
První část alba je cyklus tří písní, které skladatelka složila v letech 2016–2019 na objednávku uměleckého vedoucího Philharmonia Baroque Orchestra dirigenta Nicholase McGegana pro švédskou zpěvačku Annu Sofii von Otter.
Hudbu složil(i) Caroline Shaw. 
| Pořadí | Název         | Text                                                        | rok vzniku | Délka |
| ------ | ------------- | ----------------------------------------------------------- | ---------- | ----- |
| 1.     | The Edge      | Jacob Polley                                                | 2017       | 5:19  |
| 2.     | Red, Red Rose | Robert Burns                                                | 2016       | 5:34  |
| 3.     | And So        | Caroline Shaw, Robert Burns, Gertrude Steinová a Billy Joel | 2018       | 5:22  |

Cyklus byl poprvé uveden 6. března 2019 v Bing Concert Hall, Stanford. Jeho nahrávka byla pořízena ve dnech 9. - 10. března 2020 v kostele First Congregational Church v Berkley.

### Sólisté
Anne Sofie von Otter - mezzosoprán

### Nahráno
9.- 10. březen 2019 ve First Congregational Church, Berkley

## The Listeners
Kantáta/oratorium pro orchestr, sbor, dva sólisty a gramofon z roku 2019 na texty Walta Whitmana, Williama Drummond of Hawthornden, Alfreda Tennysona, Carla Sagana, Yesenia Montilla a Lucille Clifton. Poprvé uvedeno 17. října 2019 orchestrem Philharmonia Baroque Orchestra, dirigent: Nicholas McGegan.
Hudbu složil(i) Caroline Shaw. 
| Pořadí | Název                     | Text                            | Délka |
| ------ | ------------------------- | ------------------------------- | ----- |
| 4.     | Prologue                  |                                 | 3:27  |
| 5.     | Let Your Soul Stand Cool  | Walt Whitman                    | 3:31  |
| 6.     | Greeting                  |                                 | 4:33  |
| 7.     | In World's Vast Frame     | William Drummond of Hawthornden | 5:12  |
| 8.     | Of a Million Million      | Alfred Tennyson                 | 1:50  |
| 9.     | That's Us                 | Carl Sagan                      | 1:44  |
| 10.    | Maps                      | Yesenia Montilla                | 5:40  |
| 11.    | Sail Through This to That | Lucille Clifton                 | 2:35  |
| 12.    | Pulsar                    |                                 | 2:05  |
| 13.    | Epilogue                  |                                 | 4:33  |

### Sólisté
- Avery Amereau - kontraalt
- Dashon Burton - basbaryton
- Philharmonia Baroque Chorale
- Bruce Lamott - sbormistr

### Nahráno
19.- 20. října 2019 ve First Congregational Church, Berkley.